# 11050 Messiaen
11050 Messiaen è un asteroide della fascia principale. Scoperto nel 1990, presenta un'orbita caratterizzata da un semiasse maggiore pari a 2,9717707 UA e da un'eccentricità di 0,0956177, inclinata di 9,09726° rispetto all'eclittica.
L'asteroide era stato inizialmente battezzato 11050 Messiaën per poi essere corretto nella denominazione attuale.
L'asteroide è dedicato all'organista francese Olivier Messiaen.